# Прогон
Прогон[a] був першим відомим по імені албанським правителем, архонтом фортеці Круя (сучасна Круя) та її околиць, відомих як Князівство Арбанон. Він правив між 1190 і 1198 роками. Наступниками Прогона стали його двоє синів, Джин та Димітрі.

## Життя
Землі якими правив Прогон були першою албанською державою в середніх віках. Мало відомо про архонта Прогона який був першим правителем Круї та її околиць, між 1190 і 1198 рр. Фортеця Круя і її довколішні землі знаходились у власності родини Прогонів, тож після смерті Прогона їх успадкували його син Джин, а згодом і Димітрі. До 1204 року Арбанон був автономним князівством Візантійської імперії. Прогон згадується разом зі своїми двома синами у написі з монастиря Святої Марії в Тріфандіні на півночі Албанії. Титул архонт яким послуговувався Прогон, як і титул Димітрія: пангіперсебастос вказують на їх залежність від Візантії.

## Сім'я
- Прогон (засновник), архонт Круї, правив у 1190—1198
  - Джин Прогоні, правив у 1198—1208
  - Димітрі Погоні, правив у 1208—1216, чоловік Комнени Неманіч, дочки сербського великого князя а згодом короля Стефана Неманича (правив 1196—1228).[10][11][12] Цей шлюб призвів до союзу а згодом і васалації Князівства Арбанон Сербією на тлі конфлікту з Венеційською республікою.

## Анотації
1. ^ Ім'я: Його ім'я можна писати як Прогон чи Прогонос (грец. Προγονος[13]). На його честь названо Династію Прогонів.